# Middlebury (Indiana)
Middlebury è una città degli Stati Uniti d'America, situata nello Stato dell'Indiana e in particolare nella Contea di Elkhart.